# Луди Божић у канцу
Луди Божић у канцу (енгл. Office Christmas Party) америчка је божићна филмска комедија из 2016. године у режији Вила Спека и Џоша Гордона. Главне улоге тумаче Џејсон Бејтман, Оливија Ман, Ти Џеј Милер, Џилијан Бел, Ванеса Бајер, Кортни Б. Венс, Роб Кордри, Сем Ричардсон, Рандал Парк, Кејт Макинон и Џенифер Анистон.
Премијерно је пиказан 5. децембра 2016. године у Њујорку, док је 9. децембра пуштен у биоскопе у Сједињеним Америчким Државама, односно 8. децембра у Србији. Зарадио је 114 милиона долара широм света.

## Радња
Радња филма прати менаџмент компаније који, како би се избегло затварање канцеларије, покушава да направи најбољу божићну забаву икада и на тај начин привуче потенцијалног клијента и завршили посао који ће њихову компанију подићи на ноге. Забава убрзо крене неочекиваним током.

## Улоге
| Глумац              | Улога          |
| ------------------- | -------------- |
| Џејсон Бејтман      | Џош Паркер     |
| Оливија Ман         | Трејси Хјуз    |
| Ти Џеј Милер        | Клеј Ванстоун  |
| Џенифер Анистон     | Керол Ванстоун |
| Кејт Макинон        | Мери Вајнтос   |
| Џилијан Бел         | Трина          |
| Кортни Б. Венс      | Волтер Дејвис  |
| Ванеса Бајер        | Алисон Паркер  |
| Роб Кордри          | Џереми Паркер  |
| Каран Сони          | Нејт Вајнтос   |
| Сем Ричардсон       | Џоел           |
| Рандал Парк         | Фред           |
| Аби Ли              | Савана         |
| Џејми Чунг          | Меган          |
| Да’Вајн Џој Рандолф | Карла          |
| Фортун Фајмстер     | Лони           |
| Мет Волш            | Езра           |
| Бен Фолкон          | Доктор         |
| Клои Вепер          | Келси          |
| Оливер Купер        | Дру            |
| Адријан Мартинез    | Лари           |
| Ерик Чаварија       | Алан           |
| Ендру Лидс          | Тим            |
| Џими Батлер         | себе           |
| Мајкл Тоурек        | себе           |